# Charles Young Buffalo Soldiers National Monument

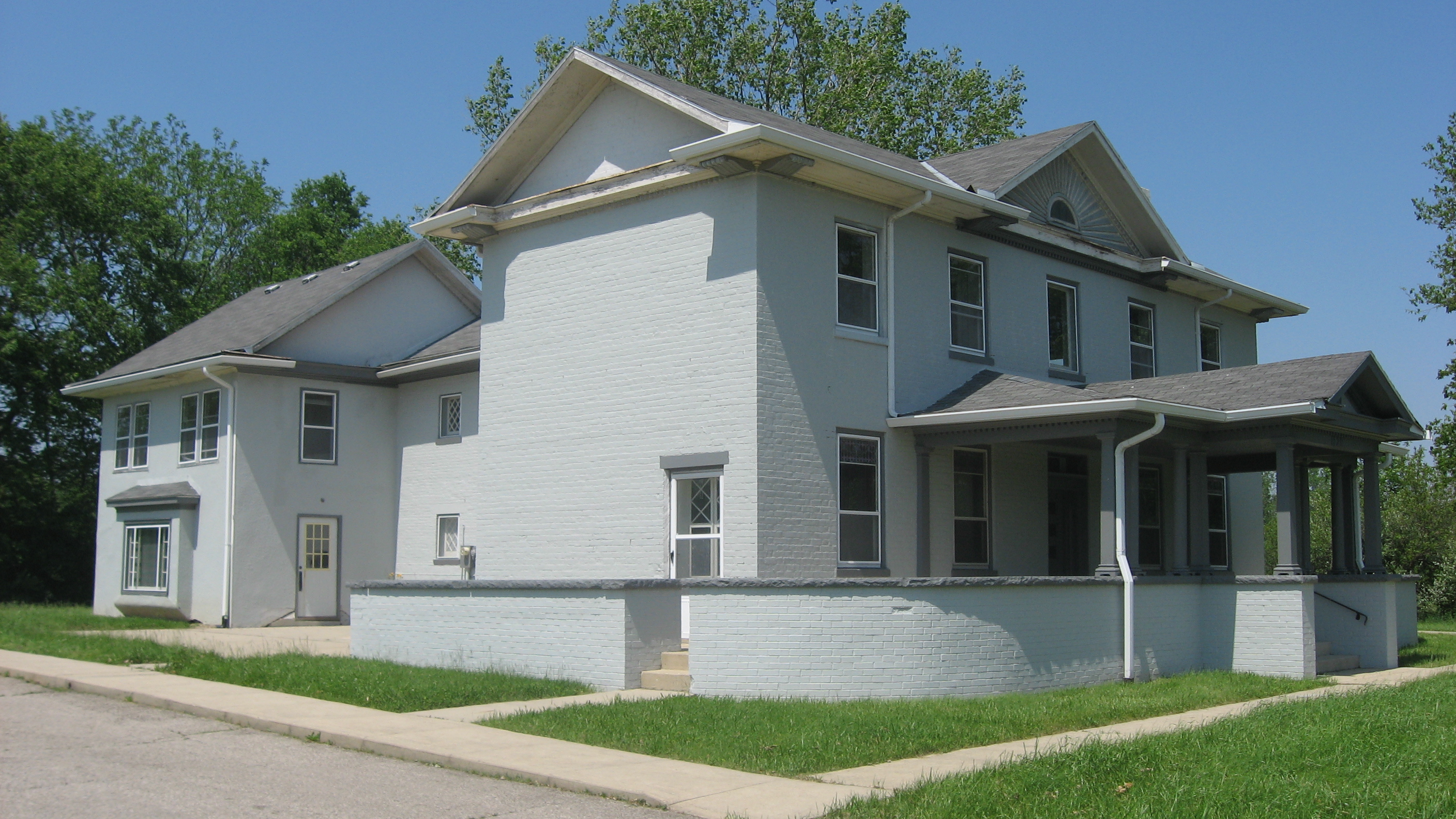
Haus von Charles Young

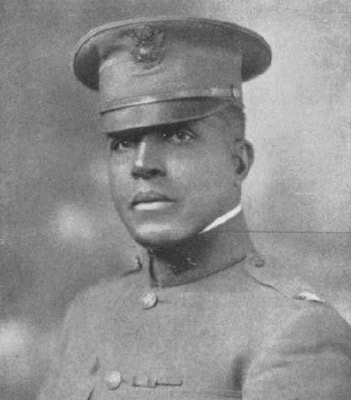
Charles Young als Oberst 1919

Das Charles Young Buffalo Soldiers National Monument ist ein US-amerikanisches National Monument in Wilberforce im Greene County und liegt im Südwesten von Ohio. Es wurde durch Präsident Barack Obama durch eine Presidential Proclamation am 25. März 2013 mit einer Flächengröße von 59.65 Acres (21,14 ha) ausgewiesen. 

## Beschreibung
Das National Monument wurde zu Ehren von Oberst Charles Young (1864–1922) ausgewiesen. Beim National Monument handelt es sich um ein von Young 1907 gekauftes Haus und die Umgebung. Young war von 1894 bis zu seinem Tod 1922 der ranghöchste afroamerikanische Offizier in der US Army. Er war 1903 auch erster afroamerikanischer Inspektor eines US-Nationalparks. Er beaufsichtigte den Sequoia-Nationalpark und den General Grant Nationalpark (heute Kings Canyon Nationalpark). Das Monument liegt am U.S. Highway 42. Das Haus wurde bereits 1974 als National Historic Landmark ausgewiesen und im National Register of Historic Places gelistet. Der National Park Service betreut das Charles Young Buffalo Soldiers National Monument.

## Leben von Charles Young
Charles Young wurde 1864 in Kentucky in die Sklaverei geboren. Er wuchs in Ripley auf und besuchte dort die High School. Er besuchte ab 1884 als neunter Schwarzer die United States Military Academy in West Point und war der dritte Schwarze, welcher in West Point seinen Abschluss machte. Young diente anschließend fast seine gesamte militärische Karriere im 9. und 10. US-Kavallerieregiment, bestehend aus schwarzen Buffalo Soldiers. 1894 bis 1898 war er Professor an der Wilberforce University in Wilberforce. Er nahm an verschiedenen Kriegen als Offizier teil. Er war zeitweise Militärattaché in Haiti, der Dominikanische Republik und in Liberia. 1917 wurde er als erster Schwarzer zum Oberst befördert. Er starb 1922 an einer Infektion in Lagos in Nigeria und wurde 1923 auf dem Nationalfriedhof Arlington begraben.